# Pickin' Up the Pieces (Fitz and The Tantrums)
Pickin' Up the Pieces è l'album di debutto del gruppo musicale soul statunitense Fitz and The Tantrums. Prodotto da Chris Seefried e dal cantante Michael Fitzpatrick, l'album è stato pubblicato negli Stati Uniti il 24 agosto 2010 dall'etichetta indipendente Dangerbird Records. Dopo il successo del loro primo EP Songs for a Breakup, Vol. 1 e del loro tour, Dangerbird ha firmato un contratto con la band, che ha subito iniziato a lavorare sul loro primo album.
L'album ha raggiunto la seconda posizione nella classifica Top Heatseekers di Billboard e ha ricevuto recensioni positive da parte dei critici musicali.

## Tracce
1. Breakin' the Chains of Love – 2:51 (Michael Fitzpatrick)
2. Dear Mr. President – 2:59 (Fitzpatrick, Chris Seefried)
3. Pickin' Up the Pieces – 2:45 (Fitzpatrick, Noelle Scaggs)
4. MoneyGrabber – 3:09 (Fitzpatrick, Seefried)
5. L.O.V. – 3:40 (Fitzpatrick, Seefried)
6. News 4 You – 3:57 (Fitzpatrick, Seefried, Jeremy Ruzumna)
7. Don't Gotta Work It Out – 4:09 (Fitzpatrick, Seefried)
8. Rich Girls – 3:14 (Fitzpatrick, Seefried)
9. Winds of Change – 4:09 (Fitzpatrick, Seefried)
10. Tighter – 4:56 (Fitzpatrick, Seefried, Ruzumna, James King, John Wicks, Ethan Philips)